# Black Chandelier
Black Chandelier is een nummer van de Schotse alternatieve-rockgroep Biffy Clyro. Het is geschreven door Ben Johnston, James Johnston, Simon Neil en geproduceerd door Garth "GGGarth" Richardson voor het zesde studioalbum Opposites, dat 18 januari 2013 uitkwam. Het nummer werd op 14 januari 2013 op cd-single en muziekdownload uitgebracht. 
Op 31 juli 2012 was het nummer Stingin' Belle voor het eerst te horen bij BBC Radio 1. Ook werd het op hun YouTube-kanaal geplaatst met achter-de-schermen-opnames van de bijbehorende videoclip. Hoewel de band niets meldde over een release als single, werd het nummer wel als de eerste single beschouwd van het album, ondanks het feit dat het wel als download te verkrijgbaar was. Op 19 november ging Black Chandelier wederom bij BBC Radio 1 in première. Hier werd duidelijk dat dit wel de eerste single van het album werd. De band speelde het nummer een dag later voor het eerst live bij Later... with Jools Holland.